# Zhat
Pour les articles homonymes, voir Stranger.
Pour plus de détails, voir Fiche technique et Distribution.
Zhat (en kazakh : Жат) est un film dramatique kazakh réalisé par Ermek Toursounov et sorti en 2015.
Le film est sélectionné comme entrée kazakhe pour l'Oscar du meilleur film en langue étrangère à la 88e cérémonie des Oscars qui s'est déroulée en 2016.

## Fiche technique
- Titre : Жат, Zhat (litt. « Souviens-toi »)
- Réalisation : Ermek Toursounov
- Scénario : Ermek Toursounov
- Musique : Kuat Shildebayev
- Photographie : Murat Aliyev
- Montage : Galimzhan Sanbayev
- Production : Kanat Torebay
- Pays :  Kazakhstan
- Genre : Drame
- Durée : 105 minutes
- Dates de sortie : 
  -  Kazakhstan : 7 septembre 2015

## Distribution
- Roza Hairullina : Zina
- Mikhail Karpov : Ibrai
- Erzhan Nurymbet : Iliyas